# Sun Ziyue
Sun Ziyue (chinesisch 孙子玥, Pinyin Sūn Ziyuè; * 6. Juli 1996 in Nanjing) ist eine ehemalige chinesische Tennisspielerin.

## Karriere
Sun gewann während ihrer Juniorinnenkarriere unter anderem Gold im Einzel und im Mixed bei den Jugend-Asienspielen 2013 und war Fackelträgerin bei den olympischen Jugendsommerspielen 2014 in ihrer Heimatstadt Nanjing.
Sie spielte überwiegend auf der ITF Women’s World Tennis Tour, auf der sie zwei Doppeltitel erringen konnte.

## Turniersiege

### Doppel
| Nr. | Datum             | Turnier | Kategorie   | Belag     | Partnerin | Finalgegnerinnen                  | Ergebnis          |
| --- | ----------------- | ------- | ----------- | --------- | --------- | --------------------------------- | ----------------- |
| 1.  | 9. September 2013 | Sanya   | ITF $50.000 | Hartplatz | Xu Shilin | Yang Zhaoxuan Zhao Yijing         | 6:75, 6:3, [10:3] |
| 2.  | 3. März 2017      | Nanjing | ITF $15.000 | Hartplatz | Sun Xuliu | Angelina Gabujewa Olga Putschkowa | 6:3, 6:1          |